# أنطونيو كاسيرو وبارانكو
أنطونيو كاسيرو إي بارّانكو(مدريد، ١٨٧٤ – مدريد، ١٩٣٦) كان شاعرًا وكاتبًا مسرحيًا إسبانيًا.

## السيرة الذاتية
وُلِد عام ١٨٧٤ في مدريد، وقد اهتمّ بكتابة الشعر والمسرح. وتتميّز أعماله بتناول موضوعات شعبية تُقدَّم من منظور يحمل الحنين إلى الماضي. تُوفِّي في مسقط رأسه يوم ١ مارس سنة ١٩٣٦.

## الأعمال

### الشعر
ناس البرونز (١٨٩٦)
الأصيلون (١٩١٢)
من مدريد إلى السماء (١٩١٨)
بسروال طويل
المسرح :
الناس السعداء (١٨٩٧)
أصحاب الأباريق (١٨٩٧)
الزفاف (١٩٠٢) بالاشتراك مع إنريكي غارسيا ألفاريز
القبيحة (١٩٠٣) بالاشتراك مع أليخاندرو لارروبييرا
وليس الليلة وقتًا للنوم (١٩٠٤) بالاشتراك مع فيليبي بيريث كابو
الحالم كانيثاريس (١٩٠٥) بالاشتراك مع كارلوس أرنيتشيس وإنريكي غارسيا ألفاريز
أول مهرجان شعبي (١٩٠٣)
الكسالى (١٩١٠) بالاشتراك مع أليخاندرو لارروبييرا
طيور الكاكاتوا (١٩١٢)
ليلة المهرجان (١٩١٩)